# Kiriłł Miedwiediew
Kiriłł Wasiljewicz Miedwiediew (ros. Кирилл Васильевич Медведев, ur. 1887 w guberni kałuskiej, zm. 1958) – radziecki działacz partyjny i państwowy.

## Życiorys
W 1917 wstąpił do SDPRR(b), od listopada 1917 do 1918 był wojenkomem powiatu żyzdryńskiego, a 1918 wojenkomem guberni kałuskiej. Od 1918 był komisarzem sprawiedliwości guberni kałuskiej, potem redaktorem gazety "Kommuna", następnie do czerwca 1919 przewodniczącym Kałuskiego Gubernialnego Komitetu RKP(b), później służył w Armii Czerwonej.